# 米哈伊尔·科尔佐夫
米哈伊尔·叶菲莫维奇·科尔佐夫（俄语：Михаи́л Ефи́мович Кольцо́в，1898年6月12日—1940年2月2日），原名摩西·弗里德兰（俄语：Моисей Хаимович Фридлянд），苏联记者、革命家、内务人民委员会特务，讽刺刊物《鳄鱼》、《星火》主编。曾作为《真理报》记者前往西班牙报道西班牙内战。欧内斯特·海明威的《丧钟为谁而鸣》中曾提到科尔佐夫。漫画家鲍里斯·叶菲莫夫是他的弟弟。